# (I Can't Get No) Satisfaction
«(I Can't Get No) Satisfaction» (укр. Я не можу отримати задоволення) — пісня гурту The Rolling Stones. Автори — Мік Джаггер і Кіт Річардс. Пісня займає 2-ге місце в списку найкращих пісень всіх часів за версією журналу Rolling Stone і перше місце в аналогічному рейтингові каналу VH1.
У травні 1965 року композиція вперше вийшла як сингл у США, а в липні ввійшла в американську версію альбому Out of Our Heads. Сингл дозволив The Rolling Stones вперше піднятися на перше місце в американських чартах. У Великій Британії сингл «(I Can't Get No) Satisfaction» вийшов у серпні 1965 року і, завдяки йому, гурт вчетверте піднявся на верхівку британських хіт-парадів.
Аудіоприклад слухатиⓘ

## Історія

### Створення пісні
У 1960-х роках абсолютним і безконкурентним лідером музичного простору вважався гурт The Beatles. The Rolling Stones тоді дотримувалися блюзових концепцій. Переважна кількість інших молодіжних колективів характеризувалися мелодійним звучанням, у якому відчувалося рок-н-рольне натхнення та кантрі-мотиви.
Новим емоційним виплеском та звуковим вибухом стала пісня (I can't get no) Satisfaction. Цей трек став першою композицією, яка поклала початок новому музичному жанру, що отримав назву «рок». Більш жорстке та зухвале звучання принесло гуртові велику популярність, яка увіковічила the Rolling Stones на сторінках музичної історії.
«Satisfaction» була створена 5 червня 1965 року під час третього концертного туру по США. У той день музики відігравали у Клірвотер (штат Флорида) та залишились вкрай незадоволені своїм концертом. Їм вдалося відіграти лише чотири пісні, оскільки декілька глядачів розгорнули бійку в залі. Прибувши до місця події, поліція була змушена припинити концерт. Того ж вечора втомлений та засмучений гітарист гурту Кіт Річардс імпровізував на гітарі. На завершення він заграв тему, яка стала основною у пісні «Satisfaction». Кіт записав цей риф, наспівуючи фразу «I can't get no satisfaction» та ліг спати. Уранці, окрім уповільненої теми «Satisfaction», магнітна стрічка записала 40-хвилинне хропіння Річардса.
Автором тексту пісні став Мік Джаггер. Спочатку трек був записаний на студії в Чикаго, але невдовзі був перероблений у Голлівуді на RCA Studios. У кінцевій версії змінилась партія ударних та був доданий фуз.

### Реакція спільноти
Кіт Річардс побоювався, що пісня «Satisfaction» не отримає позитивної реакції слухачів та музичних критиків. На його думку, трек був незакінченим. Кіт вважав, що вступ має звучати на трубі. Проте ці побоювання були марними. Лише за два тижні трек швидко став хітом не лише в європейських чартах, але й очолив рейтинги США, протримавши лідерські позиції протягом цілого літа. Проте фраза «I'm tryin 'to make some girl» (Я намагаюсь звабити якусь дівчину) не пройшла цензуру на радіо New York City та в деяких телепрограмах: Shindig! і «Шоу Еда Саллівана».
Критики назвали пісню справжньою поворотною подією в музичній історії. Крім того, «Satisfaction» змогла викликати справжній скандал у суспільстві. Старше покоління вважало трек ганебним, вбачаючи в ньому відвертий сексуальний підтекст. Як наслідок, пластинка, до складу якої увійшла ця пісня, отримала золотий статус. Таким чином гурт the Rolling Stones легко створив конкуренцію молодіжним суперзіркам The Beatles. Згодом «Satisfaction» стали вважати першою в історії піснею, написаною в жанрі рок.
Трек «Satisfaction» посів 2-ге місце у чарті 500 найкращих пісень всіх часів за версією журналу The Rolling Stone. Журнал «Ньюсвік» назвав «Satisfaction» п'ятьма нотами, які потрясли весь світ.

Самі учасники гурту також відмічають роль цього треку у власній кар'єрі. В одному з інтерв'ю Мік Джаггер так висловився про цю композицію:
Саме ця пісня по-справжньому зробила The Rolling Stones, перетворила нас з чергової команди в крутий та потужний гурт… У нас назва, що дуже запам'ятовується. У неї гітарний риф, що дуже запам'ятовується. У ній класно звучить гітара, що тоді було оригінально. І вона відображає дух часу, що вельми важливо в подібних піснях…

## Знамениті кавери
Пісня «Satisfaction» має безліч кавер-версій у різноманітних музичних жанрах. 1967 року Отіс Реддінг виконав соул-версію «Satisfaction» на фестивалі попмузики в Монтереї. Отіс виконав незвершений задум Кіта Річардса, зігравши вступ на трубі.
Попри сексуальний підтекст, у 1968 році «Satisfaction» потрапила до церкви. Ця незвичайна подія сталася завдяки піано-версії Арети Франклін. Продюсером цього каверу став Джеррі Векслер. Фортепіанна версія знову принесла цій пісні перші позиції в чартах.
У 1980-х роках трек отримав панкове звучання від гурту Devo. Кавер вийшов на пластинці Q: Are We Not Men? A: We Are Devo!". Кавер зіграли Міку Джаггеру. За словами учасників Devo, через півтори хвилини прослуховування Мік вскочив та почав танцювати. Потім Джаггер зізнався, що це його улюблена кавер-версія.
2000 рік Мілленіуму приніс принципово нове звучання старому та відомому треку. У виконанні Cat Power зухвала пісня отримала депресивне та меланхолічне звучання. Нове трактування старої історії надала Брітні Спірс. Знаходячись у пошуку музики для зрілішої аудиторії, підліткова співачка вирішила зробити свій кавер на «Satisfaction». Нова версія треку створювалась у співпраці з продюсером Родні Джеркінсоном.

## Сертифікації
| Регіон | Сертифікація  | Продажі    |
| --- | ------------- | ---------- |
| Австралія (ARIA)                                                                                                 | 3× Платиновий | 210 000    |
| Бразилія (ABPD)                                                                                                  | Золотий       | 30 000     |
| Данія (IFPI Denmark)                                                                                             | Золотий       | 45 000     |
| Німеччина (BVMI)                                                                                                 | Золотий       | 500 000^   |
| Німеччина (BVMI) reissue                                                                                         | Золотий       | 250 000    |
| Італія (FIMI) | Платиновий    | 50 000     |
| Іспанія (PROMUSICAE)                                                                                             | Платиновий    | 60 000     |
| Велика Британія (BPI)                                                                                            | Платиновий    | 600 000    |
| США (RIAA) | Золотий       | 1 000 000^ |
| ^відвантаження, що базуються лише на сертифікаціях · продажі+прослуховування, що базуються лише на сертифікаціях |               |            |